# Lithacodia olivacea
Lithacodia olivacea är en fjärilsart som beskrevs av John Henry Leech 1889. Lithacodia olivacea ingår i släktet Lithacodia och familjen nattflyn. Inga underarter finns listade i Catalogue of Life.